# 1988 في المغرب
تحتوي هذه المقالة على أهم الأحداث التي شهدتها المغرب في 1988، إضافة إلى أهم الشخصيات المغربية المولودة والمتوفية في هذه السنة.

## الحُكم
- الملك: الحسن الثاني
- رئيس الحكومة: عز الدين العراقي
- وزير الداخلية: إدريس البصري

## الأحداث
- مايو 1988: تطبيع العلاقات بين المغرب والجزائر.[1]

## الرياضة
- فاز نادي الرجاء الرياضي بـ الدوري المغربي لكرة القدم 1987–88.
- فاز نادي المغرب الفاسي بـ كأس العرش 1988.

شعار كأس أفريقيا للامم عام 1988 الذي اقيم في المغرب

- نظم المغرب كأس الأمم الأفريقية 1988 وحصل المغرب على المركز الرابع.
  - 13 مارس 1988: تعادل  المغرب 1 - 1  زائير.
  - 16 مارس 1988: فاز  المغرب 1 - 0  الجزائر.
  - 19 مارس 1988: تعادل  المغرب 0 - 0  ساحل العاج.
  - 23 مارس 1988: إنهزم  المغرب 0 - 1  الكاميرون.

- شارك المغرب في دورة الألعاب الاولمبية 1988 سيول في كوريا الجنوبية، حصل المغرب على 3 ميداليات وهي:
  - واحدة ذهبية في مسافة 10.000 متر بطلها إبراهيم بوالطيب.
  - واحدة برونزية في مسافة 800 متر بطلها سعيد عويطة.
  - واحدة برونزية في الملاكمة بطلها عبد الحق عشيق.

## كُتب
- كتاب: «التشكلات الايديولوجية في الإسلام» / للكاتب: بنسالم حميش.
- كتاب: «فجر المسرح العربي بالمغرب» / للكاتب: عبد الله شقرون[2]
- كتاب: «حديث الإذاعة حول المسرح العربي» / للكاتب: عبد الله شقرون.

## أفلام
من الأفلام التي صدرت هذه السنة في المغرب:
- باديس من إخراج محمد عبد الرحمن التازي.
- قفطان الحب (فيلم) من إخراج مومن السميحي.

## مسلسلات
- مسلسل: خمسة وخميس

## مواليد

### يناير
- 1 يناير – الحاقد مغني مغربي.
- 1 يناير – منى أمرشا مغنية مغربية.
- 6 يناير – محمد أولحاج لاعب كرة قدم مغربي.
- 16 يناير – رضا العلوي ممثل مغربي.

### فبراير
- 3 فبراير – نينا مغربي ممثلة وإعلامية إنجليزية من أصل مغربي.
- 9 فبراير – عبد الحق عتقني ملاكم مغربي.
- 23 فبراير – طارق اليونسي لاعب كرة قدم نرويجي من أصل مغربي.

### مارس
- 18 مارس – سكينة بوخريص مغنية مغربية عالمية.

### أبريل
- 9 أبريل – إسماعيل بلمعلم لاعب كرة قدم مغربي.

### مايو
- 2 مايو – عبد الصمد أوحاكي لاعب كرة قدم مغربي.
- 15 مايو – ماها الحديوي لاعبة غولف مغربية.
- 18 مايو – حياة لمباركي منافِسة ألعاب قوى مغربية.
- 19 مايو – رضا العمراني لاعب كرة مضرب مغربي.

### يونيو
- 30 يونيو - عادل العربي مخرج بلجيكي من أصول مغربية.

### يوليو
- 9 يوليو – أيوب سكوم لاعب كرة قدم مغربي.
- 20 يوليو – السعيد عبد الواش درّاج طريق مغربي.
- 24 يوليو – أمين الكاس لاعب كرة قدم مغربي.
- 28 يوليو – سفيان كادوم لاعب كرة قدم مغربي.
- 31 يوليو – أحمد جحوح لاعب كرة قدم مغربي.

### أغسطس
- 15 أغسطس – أسامة السعيدي لاعب كرة قدم هولندي.

### سبتمبر
- 6 سبتمبر – حليمة حشلاف منافِسة أوليمبية مغربية.

### أكتوبر
- 5 أكتوبر – مصطفى الكبير لاعب كرة قدم مغربي.
- 14 أكتوبر – بلال أصوفي لاعب كرة قدم مغربي.
- 15 أكتوبر – جميلة (مغنية)، مغنية مغربية مقيمة في الإمارات العربية المتحدة.
- 21 أكتوبر – المهدي النغمي لاعب كرة قدم مغربي.
- 28 أكتوبر – أنس الزنيتي لاعب كرة قدم مغربي.

### نوفمبر
- 8 نوفمبر – محمد أمكون، عداء بارالمبي مغربي.

### ديسمبر
- 25 ديسمبر – بدر الدين الحديوي ملاكم مغربي.
- 28 ديسمبر – يوسف أوجادي لاعب كرة قدم مغربي.

## وفيات
- 1 يناير – مولاي أحمد الوكيلي، موسيقي مغربي (79 سنة).
- 12 فبراير – أحمد مكوار، سياسي مغربي، هو أول موقًع على وثيقة المطالبة بالاستقلال (96 سنة).

## الـمراجع
1. ↑  الأزمة بين الجزائر والمغرب: ما أبرز المحطات في علاقات البلدين؟ نسخة محفوظة 10 نوفمبر 2021 على موقع واي باك مشين.
2. ↑  عبد الله شقرون.. رحيل واحد من رواد المسرح والإعلام بالمغرب نسخة محفوظة 19 نوفمبر 2017 على موقع واي باك مشين.